# Tonton Tapis-GB
Tonton Tapis-GB was een Belgische wielerploeg die actief was in 1991. De ploeg werd sportief bestuurd door Roger De Vlaeminck en Marcel Van der Slagmolen. Uit Tonton Tapis en de Italiaanse ploeg Del Tongo ontsproot het GB-MG Maglificio van Patrick Lefevere en Roger De Vlaeminck. 

## Historiek
Hoofdsponsor was een Waalse decoratiezaak / tapijtenzaak uit Borgworm (Frans: Waremme) genaamd Tonton Tapis die bestuurd werd door André Debor en die anno 2025 overigens nog altijd bestaat. Met de voormalige Belgische supermarktketen GB als co-sponsor was de ambitie groot. Delor werd in feite op het idee gebracht een wielerploeg te beginnen. Zijn Vlaamse dichte vriend Noël Demeulenaere, topman en drijvende kracht achter het West-Vlaamse vloerbedrijf Beaulieu, praatte hem dat aan.
Roger De Vlaeminck kreeg in de volgwagen assistentie van oud-collega Marcel Van der Slagmolen, die zelf minder verdienstelijk was als beroepsrenner dan De Vlaeminck. Demeulenaere beloofde Debor dat hij met zijn connecties – Noël was zelf in de wielerwereld actief als mecenas van de Hitachi-ploeg rond Claude Criquielion – ervoor zou zorgen dat Tonton Tapis-GB mocht deelnemen aan de Ronde van Frankrijk 1991. Hetgeen Demeulenaere nakwam en dus ook plaats had, met de Ier Stephen Roche als kopman. Echter, Roche miste voor de tweede etappe het startpodium, voor de ploegentijdrit in Bron, waardoor hij op controversiële wijze de Tour moest verlaten met als kwalificatie 'buiten tijdslimiet'.
De Tour werd vervolgens weinig sprankelend voor Tonton Tapis-GB. Laurent Pillon eindigde als 51ste, het beste resultaat in het eindklassement. Roche' broer Lawrence reed de Tour  uit voor Tonton Tapis-GB en werd 153ste. Er werden geen ritzeges behaald.
Tonton Tapis-GB wist in 1991 in totaal 10 professionele overwinningen te behalen, waarvan de meest in het oog lopende overwinning allicht door de Belg Dirk De Wolf behaald werd; winst in de zesde etappe van Tirreno-Adriatico, met aankomst in de Adriatische badplaats Monte Urano (Fermo). De Wolf kwam solo aan, hij had bijna twee minuten voorsprong op Jesper Skibby en Maurizio Fondriest. Bovendien won Stephen Roche, een voormalig wereldkampioen op de weg en voormalig winnaar van de Ronde van Frankrijk, dat seizoen het Internationaal Wegcriterium.
Een jaar later zag de geboorte van de GB-MG Maglificio-formatie van De Vlaeminck, Patrick Lefevere en de Italiaan Giancarlo Ferretti. Laurent Pillon, Francis Moreau en Patrick Jacobs waren daarbij de renners die de overstap maakten vanuit Tonton Tapis-GB. Er verhuisden ook een aantal renners naar de (toekomstige) Franse Gan-formatie van Roger Legeay en Greg LeMond, destijds nog Z-LeMond genaamd.